# Szada
Szada è un comune dell'Ungheria di 3.434 abitanti (dati 2001) situato nella contea di Pest, nell'Ungheria settentrionale.